# EC 2.1.3
La EC 2.1.3 è una sotto-sottoclasse della classificazione EC relativa agli enzimi. Si tratta di una sottoclasse delle transferasi che include enzimi che trasferiscono gruppi contenenti un atomo di carbonio e, nel dettaglio, gruppi carbossilici e carbammilici.

## Enzimi appartenenti alla sotto-sottoclasse
| numero EC  | nome accettato                           |
| ---------- | ---------------------------------------- |
| EC 2.1.3.1 | metilmalonil-CoA carbossitransferasi     |
| EC 2.1.3.2 | aspartato carbammiltransferasi           |
| EC 2.1.3.3 | ornitina carbammiltransferasi            |
| EC 2.1.3.5 | ossammato carbammiltransferasi           |
| EC 2.1.3.6 | putrescina carbammiltransferasi          |
| EC 2.1.3.7 | 3-idrossimetilcefem carbammiltransferasi |
| EC 2.1.3.8 | lisina carbammiltransferasi              |
| EC 2.1.3.9 | N-acetilornitina carbammiltransferasi    |